# Pfarrkirche St. Georgen am Fillmannsbach

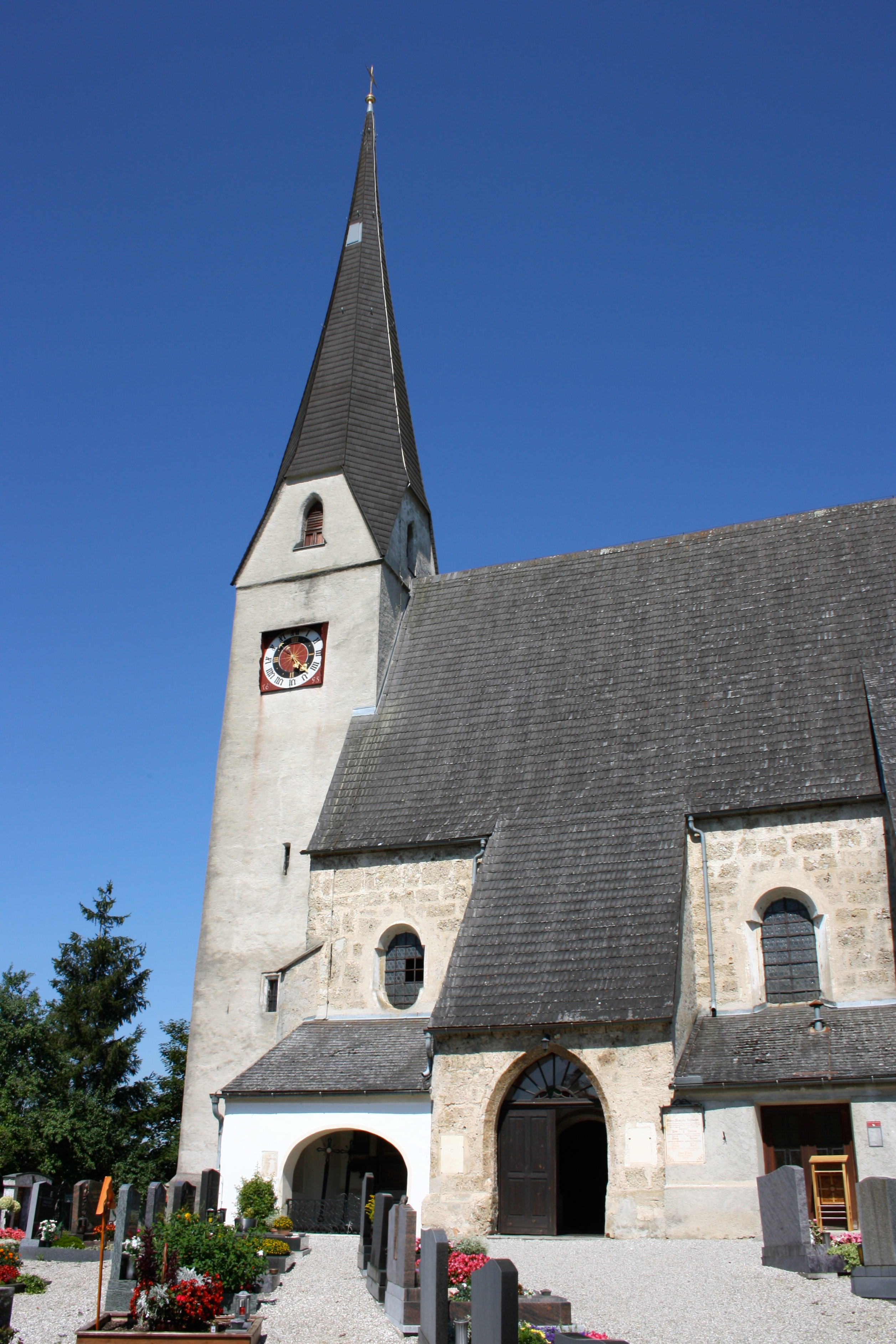
Pfarrkirche hl. Georg in St. Georgen am Fillmannsbach

Die römisch-katholische Pfarrkirche St. Georgen am Fillmannsbach  mit dem Patrozinium hl. Georg steht im Ort St. Georgen am Fillmannsbach in der Gemeinde St. Georgen am Fillmannsbach in Oberösterreich. Seit dem 1. Jänner 2023 gehört St. Georgen am Fillmannsbach als eine von 14 Pfarrteilgemeinden zur Pfarre Braunau der Diözese Linz. Die Kirche und der Friedhof stehen unter Denkmalschutz (Listeneintrag).

## Geschichte
Eine Kirche wurde 1040 urkundlich genannt. Der gotische Kirchenbau aus Konglomerat (Nagelfluh) entstand um 1460.

## Architektur
Das einschiffige dreijochige Langhaus und der leicht eingezogene zweijochige Chor mit einem Dreiachtelschluss haben Netzrippengewölbe mit einer geknickten Reihung der Rippen. Die dreiachsige Westempore steht auf Kielbögen und ist netzrippenunterwölbt. Der gotisch erhaltene Westturm trägt einen achtseitigen Spitzhelm mit abgekappten Giebeln und hat ein Läuthaus mit einem Sternrippengewölbe. Das reich profilierte spitzbogige Südportal und einem gotischen Türbeschlag mit Gitter und Lilien hat eine netzrippengewölbte Vorhalle. Die Sakristeitür hat einen gotischen Beschlag.
Südlich an der Kirche ist eine Gruftlaube der Familie König angebaut und beinhaltet einen Wandaltar aus dem zweiten Viertel des 17. Jahrhunderts.

## Ausstattung
Der Hochaltar aus 1757 zeigt ein Altarbild des Malers Josef Brandstätter aus Braunau und trägt die Seitenstatuen Florian und Martin aus dem dritten Viertel des 17. Jahrhunderts. Zwei gotische Figuren Katharina und Barbara aus dem Ende des 15. Jahrhunderts sind an der Emporenbrüstung.